# Anders Petersen (fotograf)

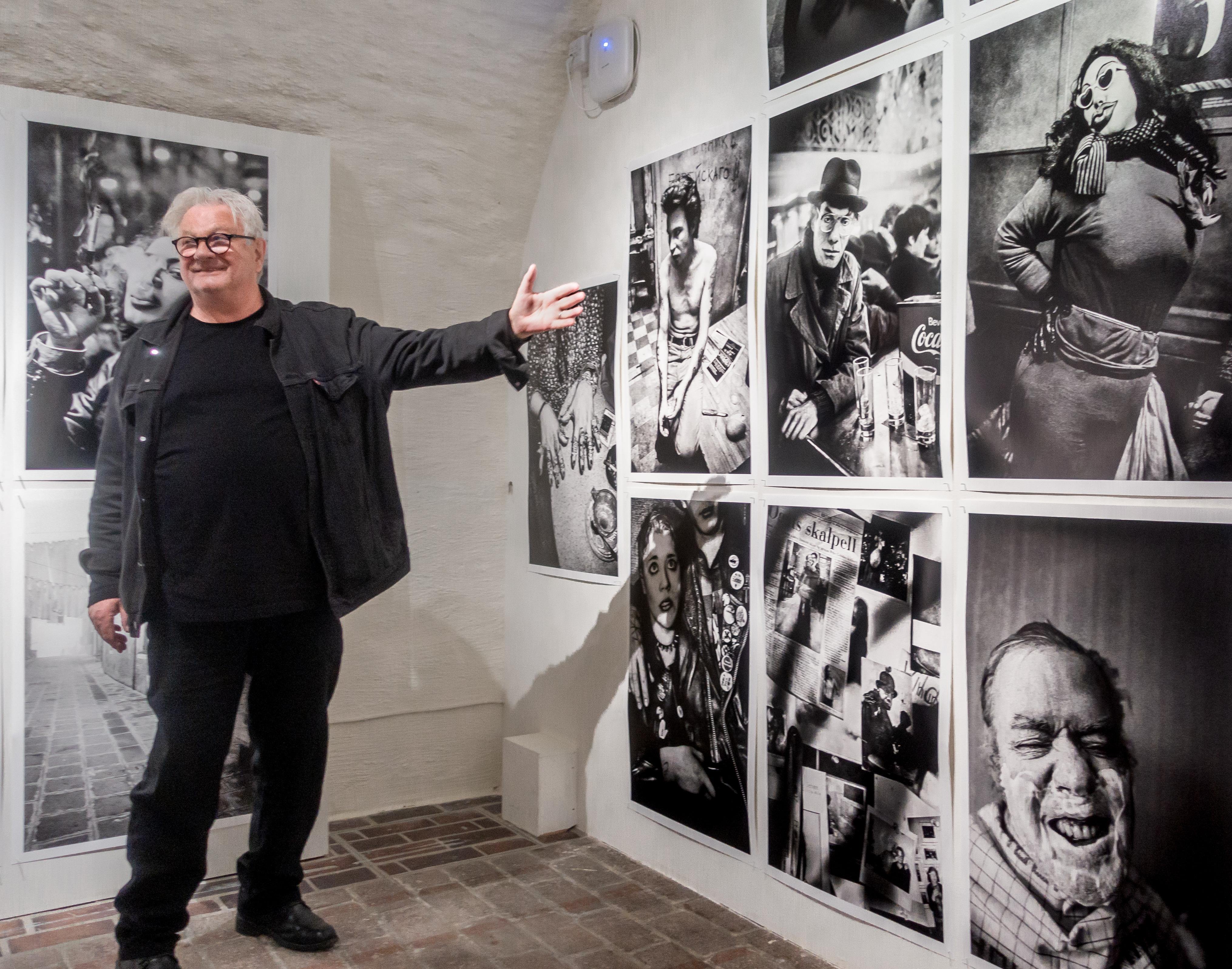
Anders Petersen komentuje své fotografie, 2021

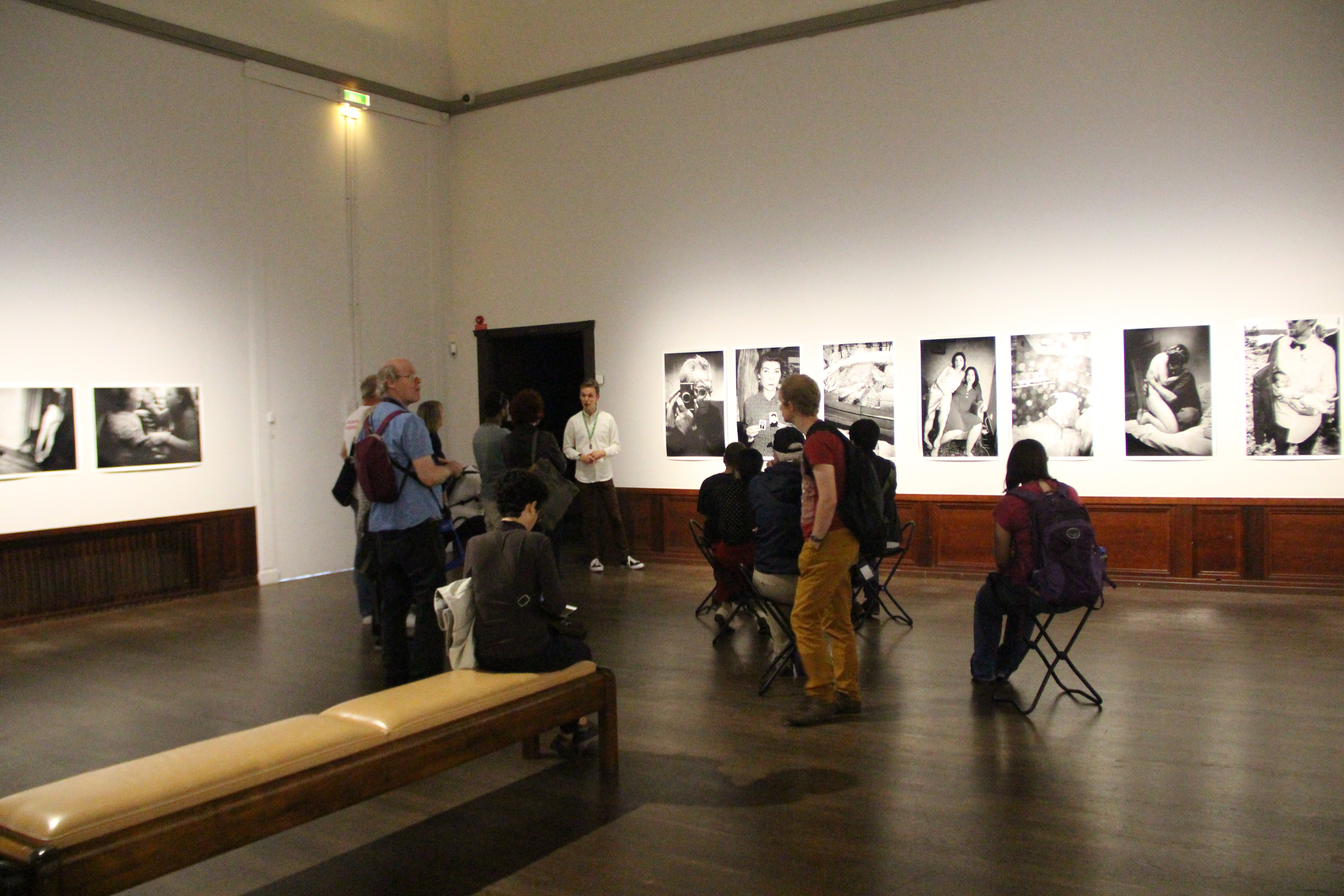
Liljevalchs, výstava fotografií Anderse Petersena, Stockholm, 2019

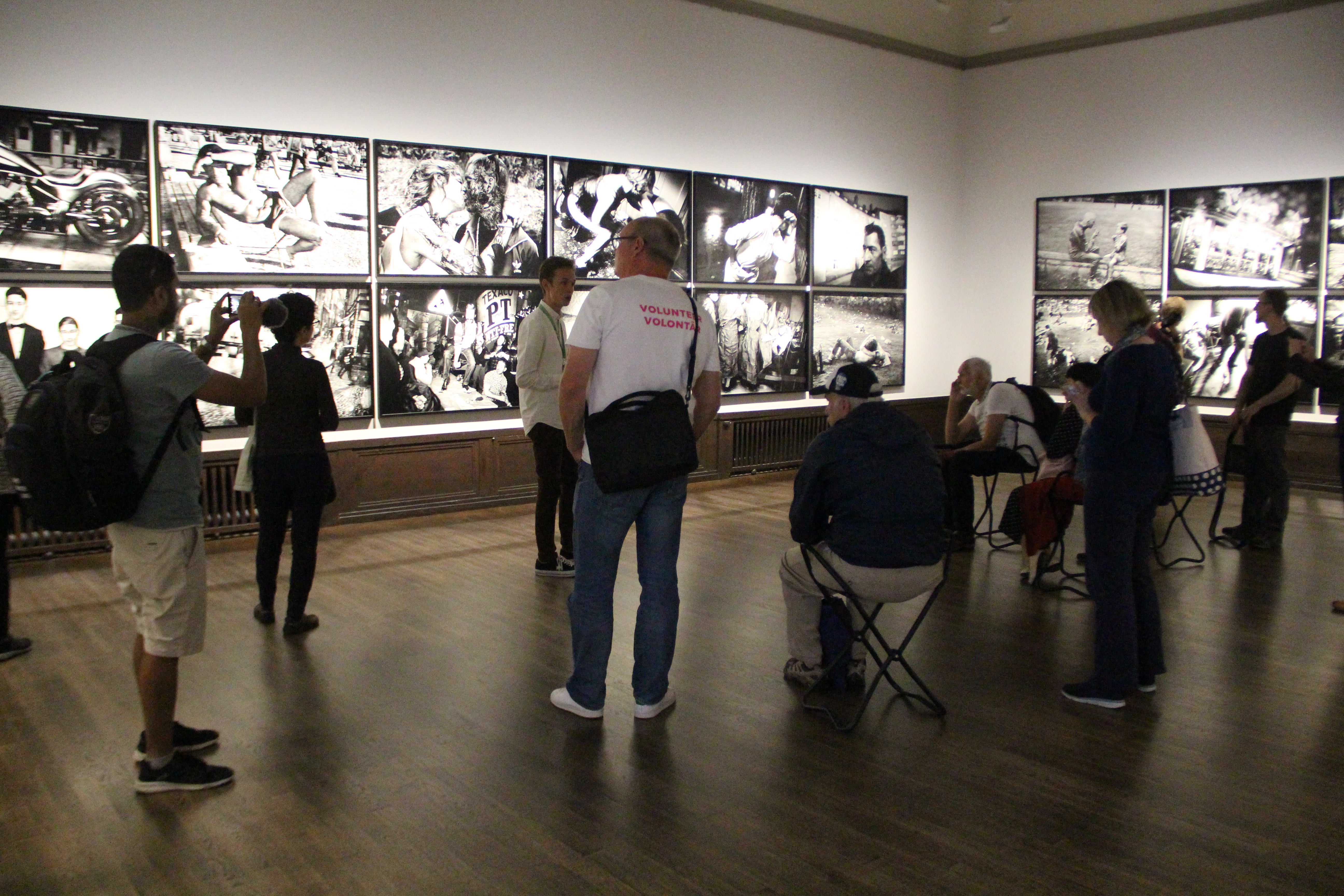
Liljevalchs, výstava fotografií Anderse Petersena, Stockholm, 2019

Anders Petersen (* 3. května 1944) je švédský fotograf se sídlem ve Stockholmu. Vytváří intimní a osobní černobílé fotografie v dokumentárním stylu. Petersen vydal více než 20 knih.

## Životopis
Petersen studoval fotografii u Christera Strömholma ve Švédsku v letech 1966 až 1967. Je známý svými intimními a osobními černobílými fotografiemi v dokumentárním stylu.
Po tři roky, počínaje rokem 1967, fotografoval noční štamgasty (prostitutky, transvestity, opilce, milence a narkomany) v Café Lehmitz, baru v německém Hamburku. Výsledná fotokniha byla poprvé vydána v roce 1978 nakladatelstvím Schirmer/Mosel v Německu. Kniha Café Lehmitz se od té doby považovala za klíčovou knihu v dějinách evropské fotografie. Jedna z fotografií z této série byla použita jako přebal alba Toma Waitse Rain Dogs.
Petersenova první kniha Gröna Lund (Zelený háj), která vyšla v roce 1973, se odehrává v zábavním parku Gröna Lund na ostrově.
V roce 1970 Petersen spoluzaložil stockholmskou skupinu fotografů SAFTRA, společně s Kennethem Gustavssonem. Zároveň učil na škole Christera Strömholma. Byl ředitelem školy fotografie a filmu v Göteborgu. Začal fotografovat pro časopisy a pokračoval ve své práci s osobním foto deníkem, která trvá dodnes. Po dlouhou dobu fotografoval ve věznicích, psychiatrických léčebnách a domovech pro seniory.
Petersen měl samostatné a skupinové výstavy po celé Evropě a Asii. v roce 2019 uspořádal výstavu na objednávku v Liljevalchs konsthall.

## Publikace
- Gröna Lund = Zelený háj.
  - Stockholm: Fyra Förläggare, 1973. Text Arnaud Cottebrune.
  - Villejuif, Francie: Aman Iman, 2009. ISBN 978-2-9533910-2-2. Náklad 300 výtisků.
  - Villejuif, Francie: Aman Iman, 2013. ISBN 979-10-92727-02-9
  - Edice Pyramyd, 2013. Francouzská verze.
- Kavárna Lehmitz.
  - Mnichov: Schirmer/Mosel, 1978.
  - Francouzské vydání, 1979.
  - Stockholm: ETC Förlags, 1982. ISBN 91-86168-04-5. Text Roger Andersson.
  - Německo: Fischer Taschenbuch, 1985. ISBN 9783596230778. Brožura.
- Fängelse = vězení. ATD; Stockholm: Norstedts Förlag, 1984. ISBN 978-9118441325. Text Leif GW Persson.
- Rågång till Kärleken = Na lince lásky. Stockholm: Norstedts Förlag, 1991. ISBN 91-1-913062-7. Text Göran Odbratt.
- Karnevalen i Venedig ETC Förlag, 1991.
- Ingen har sett allt = Nikdo to všechno neviděl. 1995.
- Du Mich Auch = Totéž pro vás. Stockholm: Journal, 2002. ISBN 91-973629-2-1
- Blízko/vzdálenost. 2002.
- Roma, deník. 2005.
- Sète #08. Francie: Edice Images En Manœuvres - CétàVOIR, 2008. ISBN 978-2-8499-5118-7
- Francouzský polibek Stockport, Cheshire: Dewi Lewis Publishing, 2008.
- Milý deníčku. 2009.
- Z Zpět domů. Stockholm: Max Ström, 2009. ISBN 978-9171261649. S JH Engströmem. Editoval Greger Ulf Nilson.
- Městský deník. 2009. Ve třech svazcích.
- Podivný důkaz. Vlastní vydání / Createspace, 2012. ISBN 978-1456563738. Obsahuje obrázky z výstavy Mark Cohen: Strange Evidence kurátorem Petera Barbiere ve Philadelphia Museum of Art 2010/2011.
- Řím, deník 2012. Řím: Punctum, 2012. Náklad 40 výtisků.
- Soho. London: Mack and The Photographers' Gallery, 2012. ISBN 978-1-907946-22-6.
- Žíly. S Jacobem Aue Sobolem. Stockport, Cheshire: Dewi Lewis, 2013. ISBN 978-1-907893-45-2.
- Řím Shromážděné fotografie ze tří cest do Říma v letech 1984, 2005 a 2012. Kurátorem je Marco Delogu ve spolupráci s Flaviem Scollem.
  - Řím. Brožura. Kolín nad Rýnem: Walther König; Řím: Punctum, 2014. ISBN 978-3863354619.
  - Řím. Vázaná kniha. Kolín nad Rýnem: Walther König; Řím: Punctum, 2014. Náklad 150 výtisků s podepsaným tiskem.

## Ocenění
- 1978: grant od Švédské autorské nadace.
- 2003: Fotograf roku na Rencontres d'Arles.[10][11]
- 2007: Do užšího výběru na Deutsche Börse Photography Prize 2007 spolu s Philippem Chancelem a Fionou Tan.[12]
- 2007: Zvláštní cena poroty za výstavu Exaltation of Humanity třetím mezinárodním fotofestivalem v Lianzhou v Číně.
- 2008 Cena Ericha Salomona, Deutsche Gesellschaft für Photographie, Německo.[12][13]
- 2009: The Arles Contemporary Book Award s JH Engströmem za From Back Home.[14]
- 2009: From Back Home byl nominován na nejlepší fotografickou knihu ve Švédsku, rok 2009.